# Agios Minas
Agios Minas (en griego: Άγιος Μηνάς; en italiano: Ágios Minás) es una isla griega, la tercera más grande y la más oriental del archipiélago Fourni en el mar Egeo oriental. La isla debe su nombre a una pequeña capilla situada en el sureste hacia Kamari, en Fourni.
Agios Minas se encuentra a menos de 500 m al este de Fourni, la isla principal. La isla tiene una superficie de 2,343 km², la elevación más alta en el norte de la isla es de 210 m. En la orientación suroeste-noreste Agios Minas alcanza una longitud máxima de 3,3 km, debido a la irregular línea de costa la anchura varía entre 250 m y 1,1 kilómetros. Aproximadamente 170 m al sur se encuentra el islote de Micros Agios Minas.
Según el censo de 2011 Agios Minas tenía tres habitantes. La organización no gubernamental Archipelagos - Institute of Marine Conservation desde el otoño de 2003 trabaja con la maricultura para experimentar con la cría y cultivo de diversos animales marinos. También son estudiados otros métodos alternativos y sus efectos en los ecosistemas marinos.
| Año        | 1940 | 1951 | 1961 | 1971 | 1981 | 1991 | 2001 | 2011 |
| ---------- | ---- | ---- | ---- | ---- | ---- | ---- | ---- | ---- |
| Habitantes | 1    | 1    | 2    | 2    | -    | 3    | 3    | 3    |

En Agios Minas dominan el paisaje la característica garriga, el tomillo (Thymus vulgaris) y la salvia (Salvia officinalis) junto con la genista balear (Genista acanthoclada), la Centaurea spinosa, la pimpinela espinosa (Sarcopoterium espinosum), el lentisco (Pistacia lentiscus) y la sabina negral (Juniperus phoenicea).
En la isla hay tres especies de reptiles el stellagama (Laudakia stellio), el lagarto Ablepharus kitaibelii y el lagarto de ojo de serpiente (Ophisops elegans).
Además hay aves importantes como el halcón de Eleonora (Falco eleonorae) y el cormorán moñudo (Phalacrocorax aristotelis)